# Tito Veturio Gemino Cicurino (console 462 a.C.)
Tito Veturio Gemino Cicurino (... – 462 a.C.) è stato un politico e militare romano.

## Console
Fu eletto console nell'anno 462 a.C., con Lucio Lucrezio Tricipitino.
Dopo la pestilenza che aveva colpito Roma l'anno precedente, la situazione in città si era andata normalizzando, così che, quando gli Ernici vennero a chiedere aiuto contro i continui sconfinamenti e saccheggi subiti dai Volsci, Roma fu in grado di approntare due eserciti da inviare in aiuto degli alleati, affidandone il comando ai due consoli.
Mentre Veturio conduceva la guerra nel territorio dei Volsci, a Lucrezio fu affidata la campagna contro gli Equi.

Veturio ebbe subito modo di ingaggiare battaglia contro i nemici che sbaragliò. 
(Tito Livio, Ab Urbe Condita, III. 8)
Dopo che anche il collega ebbe modo di infliggere gravi perdite ai Volsci, i due eserciti consolari riuniti, sbaragliarono i resti dei contingenti Volsci ed Equi, anch'essi riunitisi per dare battaglia ai romani. Terminata la campagna militare, mentre a Lucrezio fu concesso il trionfo, Veturio ottenne una semplice ovazione.
Nell'anno del suo consolato il tribuno della plebe Gaio Terentilio Arsa presentò la legge che dal suo nome fu chiamata, appunto, Lex Terentilia, che proponeva la formazione di un comitato di cinque cittadini al quale doveva essere affidato l'incarico di stendere definitivamente le norme che vincolassero il potere dei consoli, allora praticamente senza limiti. Complice il trionfo, per quell'anno non si parlò più di questa legge.